# Svikna förhoppningar
Svikna förhoppningar är en målning av den svenske konstnären August Malmström. Verket kan vara konstnärens sista enligt katalogen från Konstnärshuset 1902. Målningen finns på Charlottenborgs slott i Motala.

## Motiv
Det är skördetid och på en liten inhägnad åkerplätt står ett par. Ljuset är varmt och luften tryckande; dagen lider mot sitt slut och molnen färgas lätt rosa. Sensommarens färger är brutna och det ligger ett dis över slättlandskapet. I bakgrunden syns en by med en vit stenkyrka. Paret står stilla i kontemplation över den knappa skörd de fått, endast ett fåtal kärvar har det blivit och störarna står tomma. Scenen präglas av en uppgivenhet, arbetet har stannat av, de står som i andakt vid en grav. 
Grindar förekommer även tidigare hos Malmström, i Grindslanten är den helt central för upprinnelsen till den scen som utspelas. I målningen Det gamla och det unga Sverige går en barntrupp genom en grind som hålls öppen av en åldrande soldat som släpper fram den nya generationen. I Svikna förhoppningar är grinden trasig och står öppen.